# Isla Temwen
Temwen es una pequeña isla en la costa sureste de la isla de Pohnpei, en los Estados Federados de Micronesia en el océano Pacífico. Es más conocida como el lugar donde se encuentra la ciudad en ruinas de Nan Madol, que consistía en una serie de islotes artificiales construidos en la costa sur de Temwen.